# 翩翩 (馬)
翩翩（英語：D B Pin），是一匹曾在香港出賽的已退役賽駒，練馬師是蔡約翰，爲2016/2017年度最大進步馬匹。競賽生涯中一勝國際一級賽。

## 簡介
2016年10月26日，翩翩首次於跑馬地馬場角逐第四班賽事，結果輕鬆以首名衝線，但是由於出現不公平出閘情況，翩翩是其中一匹賽事受益者，結果被判賽事無效，為香港賽馬歷來首例。
2016/2017馬季，「翩翩」取得五捷，評分由56分增至111分，成爲2016/2017年度最大進步馬匹。
2018年1月28日，杜利萊策騎「翩翩」勝出國際一級賽百週年紀念短途盃。
2020年4月29日，「翩翩」宣告退役，正式結束其競賽生涯。

## 在港勝出賽事全紀錄
| 比賽日期   | 賽事名稱         | 賽事班次 | 賽道 | 賽事路程 | 比賽馬場   | 名次 | 完成時間 | 騎師   |
| ---------- | ---------------- | -------- | ---- | -------- | ---------- | ---- | -------- | ------ |
| 16/11/2016 | 福島讓賽         | 第四班   | 草地 | 1000米   | 跑馬地馬場 | 1    | 0:57.48  | 潘頓   |
| 04/12/2016 | 半島金禧挑戰盃   | 第三班   | 草地 | 1000米   | 沙田馬場   | 1    | 0:56.80  | 田泰安 |
| 27/12/2016 | 鹿湖讓賽         | 第三班   | 草地 | 1000米   | 沙田馬場   | 1    | 0:57.68  | 潘頓   |
| 22/02/2017 | 西貢讓賽         | 第二班   | 草地 | 1000米   | 跑馬地馬場 | 1    | 0:56.71  | 潘頓   |
| 05/04/2017 | 秦石讓賽         | 第二班   | 泥地 | 1200米   | 沙田馬場   | 1    | 1:07.59  | 潘頓   |
| 28/01/2018 | 百週年紀念短途盃 | G1       | 草地 | 1200米   | 沙田馬場   | 1    | 1:09.64  | 杜利萊 |

## 外部連結
- . 2018-01-28  [2018-12-31]. （原始内容存档于2019-11-29）.